# New England Patriots 1981
La stagione 1981 dei New England Patriots è stata la 12ª della franchigia nella National Football League, la 22ª complessiva e la terza e ultima con Ron Erhardt come capo-allenatore. 
La squadra perse le prime quattro partite e dieci delle ultime undici, incluse tutte le ultime nove. I Patriots persero sia la prima che l'ultima partita contro i Baltimore Colts, in quelle che furono le uniche due vittorie stagionali della squadra del Maryland. Era noto che la perdente dell'ultima gara di campionato tra le due formazioni si sarebbe aggiudicata la prima scelta assoluta nel Draft NFL 1982, in una sfida soprannominata "The Stupor Bowl." Con la sconfitta, New England si aggiudicò la prima selezione, con cui scelse dalla University of Texas at Austin il defensive end Kenneth Sims, che ebbe una carriera mediocre come professionista.

## Calendario
| Turno | Avversario | Risultato              | Punteggio | Pubblico |
| ----- | ---------- | ---------------------- | --------- | -------- |
| 1     | 6/9/1981   | Baltimore Colts        | S 29–28   | 49,572   |
| 2     | 13/9/1981  | at Philadelphia Eagles | S 13–3    | 71,089   |
| 3     | 21/9/1981  | Dallas Cowboys         | S 35–21   | 60,311   |
| 4     | 27/9/1981  | at Pittsburgh Steelers | S 27–21   | 53,344   |
| 5     | 4/10/1981  | Kansas City Chiefs     | V 33–17   | 55,931   |
| 6     | 11/10/1981 | at New York Jets       | S 28–24   | 55,093   |
| 7     | 18/10/1981 | Houston Oilers         | V 38–10   | 60,474   |
| 8     | 25/10/1981 | at Washington Redskins | S 24–22   | 50,394   |
| 9     | 1/11/1981  | at Oakland Raiders     | S 27–17   | 44,246   |
| 10    | 8/11/1981  | Miami Dolphins         | S 30–27   | 60,436   |
| 11    | 15/11/1981 | New York Jets          | S 17–6    | 45,342   |
| 12    | 22/11/1981 | at Buffalo Bills       | S 20–17   | 71,593   |
| 13    | 29/11/1981 | St. Louis Cardinals    | S 27–20   | 39,946   |
| 14    | 6/12/1981  | at Miami Dolphins      | S 24–14   | 50,421   |
| 15    | 13/12/1981 | Buffalo Bills          | S 19–10   | 42,549   |
| 16    | 20/12/1981 | at Baltimore Colts     | S 23–21   | 17,073   |

## Classifiche
| AFC East             | AFC East | AFC East | AFC East | AFC East | AFC East | AFC East | AFC East | AFC East | AFC East |
|                      | V        | S        | P        | %        | DIV      | CONF     | PF       | PS       | Str.     |
| -------------------- | -------- | -------- | -------- | -------- | -------- | -------- | -------- | -------- | -------- |
| Miami Dolphins(2)    | 11       | 4        | 1        | .719     | 5–2–1    | 8–3–1    | 345      | 275      | V4       |
| New York Jets(4)     | 10       | 5        | 1        | .656     | 6–1–1    | 8–5–1    | 355      | 287      | V2       |
| Buffalo Bills(5)     | 10       | 6        | 0        | .625     | 6–2      | 9–3      | 311      | 276      | S1       |
| Baltimore Colts      | 2        | 14       | 0        | .125     | 2–6      | 2–10     | 259      | 533      | V1       |
| New England Patriots | 2        | 14       | 0        | .125     | 0–8      | 2–10     | 322      | 370      | S9       |